# Balkan-Osterluzeifalter

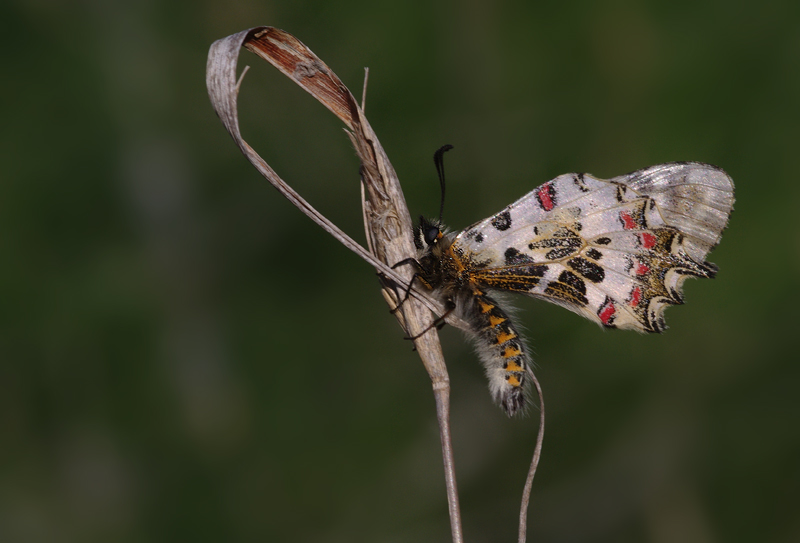
Flügelunterseite des Balkan-Osterluzeifalters (Zerynthia cerisy)

Der Balkan-Osterluzeifalter (Zerynthia (Allancastria) cerisy), auch Östlicher Osterluzeifalter genannt, ist ein Schmetterling aus der Familie der Ritterfalter (Papilionidae). Das Epitheton ehrt den französischen Entomologen Alexandre de Cérisy.

## Merkmale

### Falter
Die Flügelspannweite der Falter beträgt etwa 55 bis 60 Millimeter. Die Grundfarbe ist meist milchig weiß bis blass gelb. Die Vorderflügel besitzen ein Muster aus verschiedenen schwarzen Stegen, Bändern und Flecken. Der Flügelrand ist dunkel wellenförmig gezeichnet. Auf den Hinterflügeln befinden sich in unterschiedlicher Intensität rote und blaue Punkte auf der Innenseite der Wellenzeichnung. Arttypisch ist ein kurzes Schwänzchen am Außenand in der Flügelmitte. Die Unterseite zeigt ein Muster aus schwarzen Flecken am Vorderrand und roten Flecken am Außenrand. Der dunkle Körper der Falter zeigt an den Seiten des Hinterleibs rötliche oder orange Flecke. Die Beine haben eine braune Farbe.

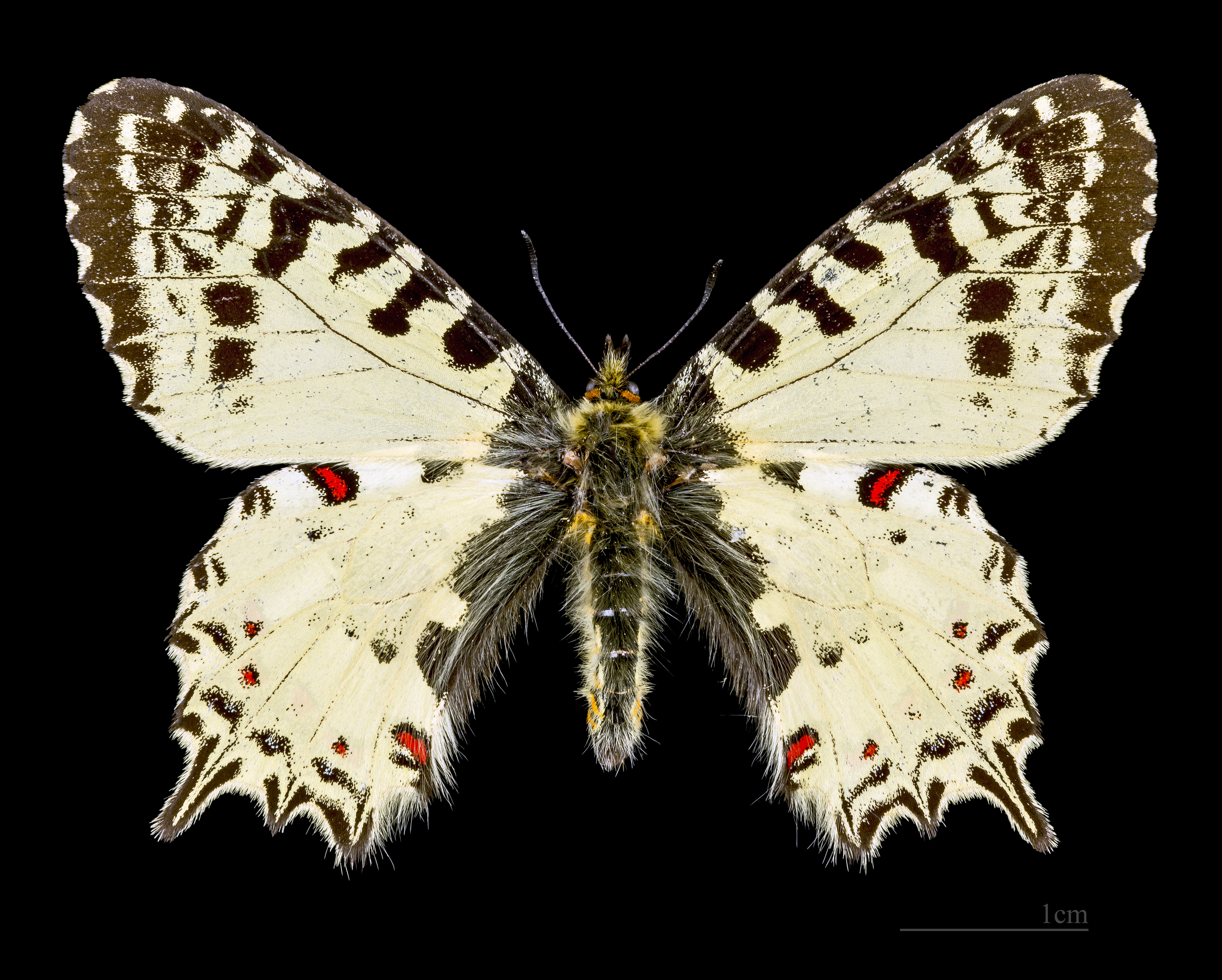
♂
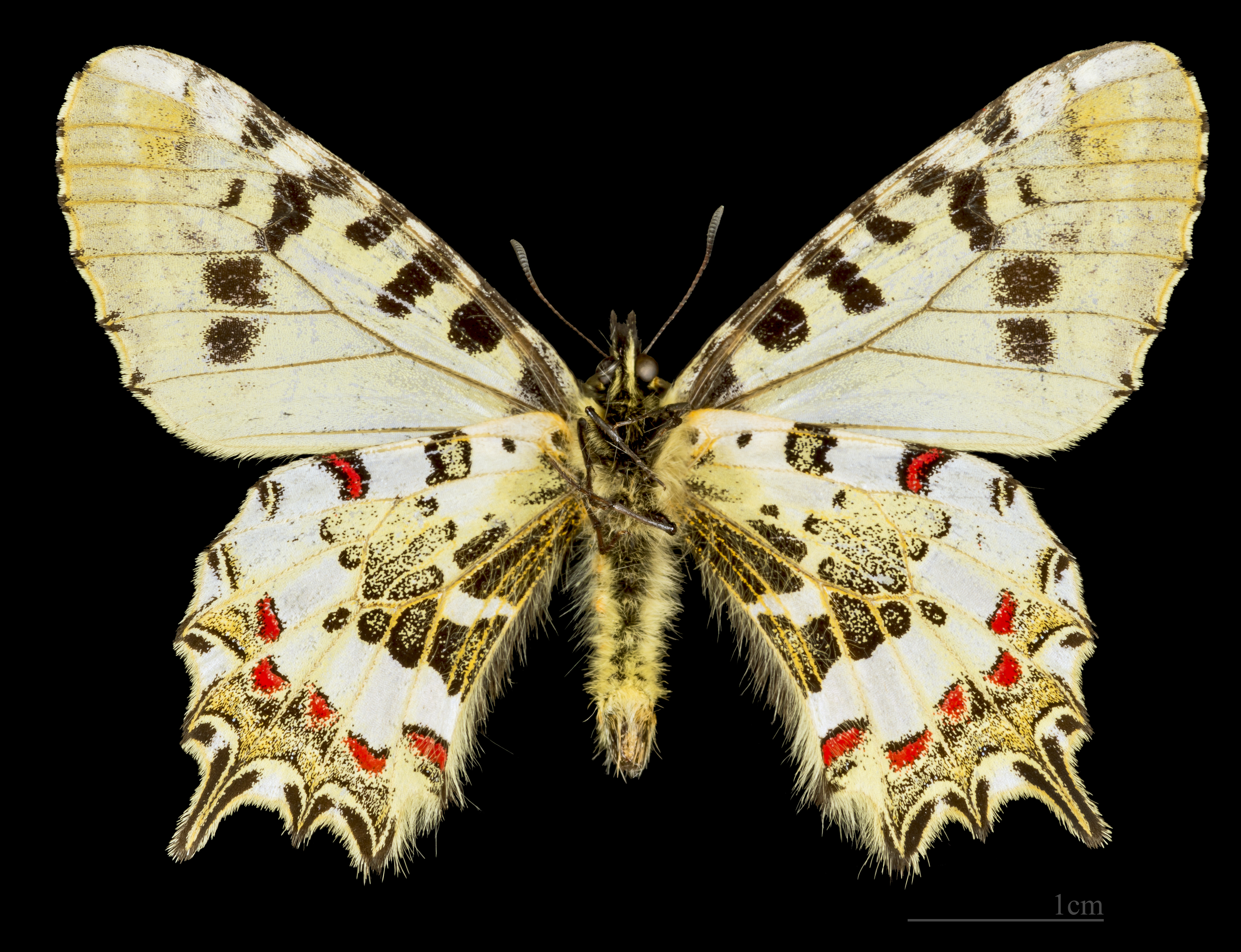
♂ △
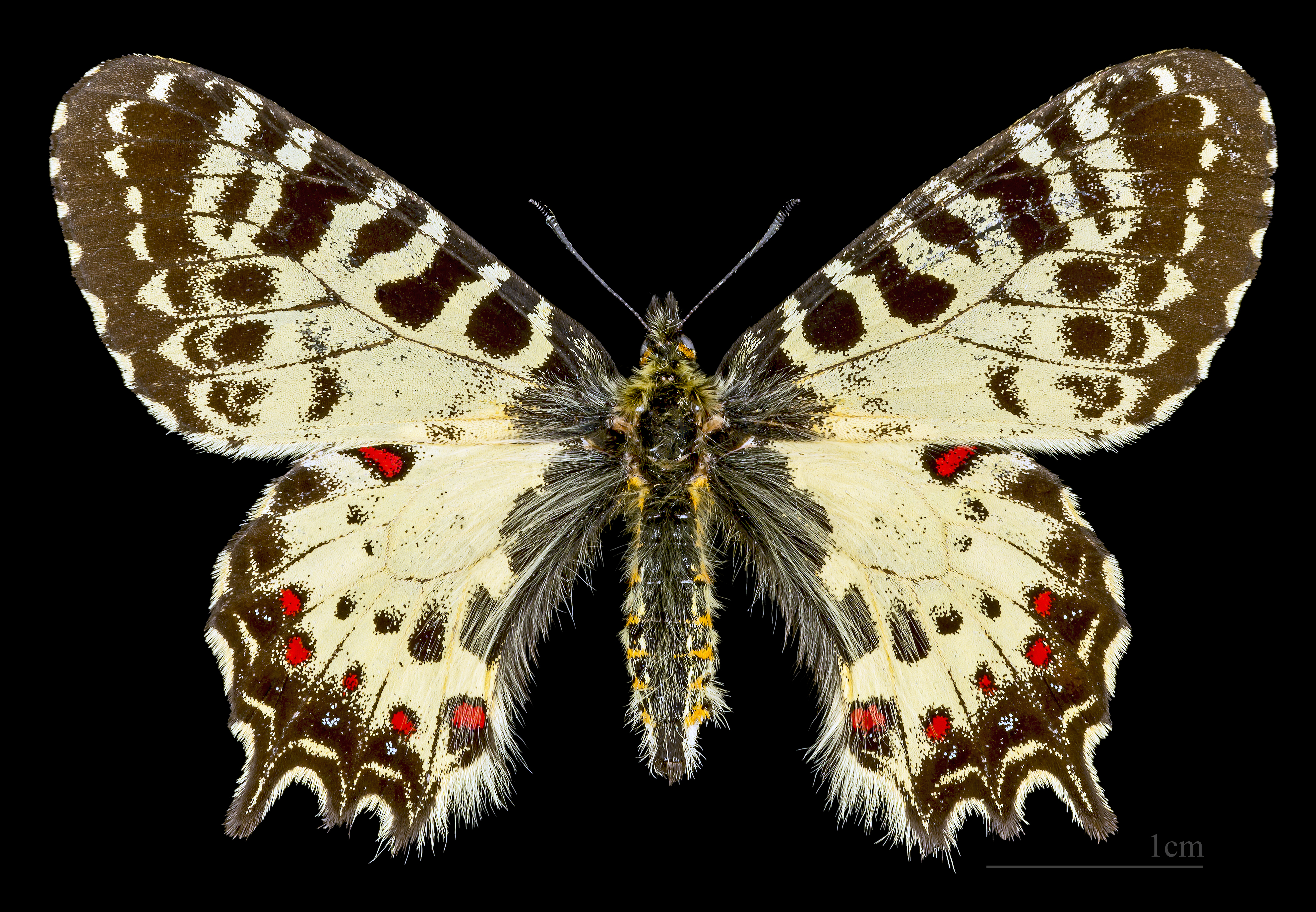
♀
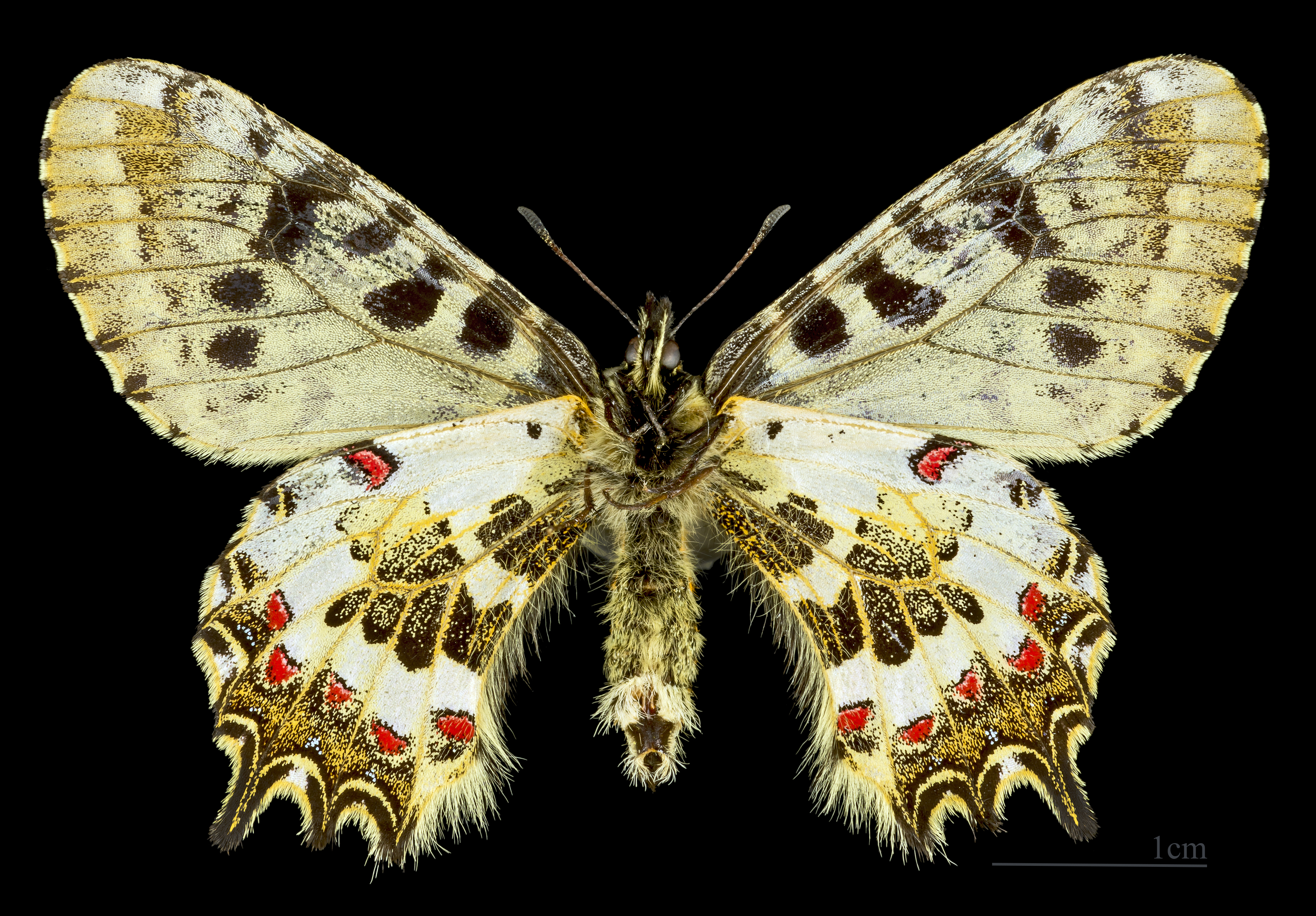
♀ △

### Raupe
Erwachsene Raupen sind walzenförmig und meist schwärzlich gefärbt. Helle Exemplare sind selten. Auf jedem Körpersegment befinden sich mehrere mit kurzen Borsten versehene Hautzapfen. Diese sind rötlich, gelblich oder bräunlich.

### Ähnliche Arten
- Osterluzeifalter (Zerynthia polyxena)
- Spanischer Osterluzeifalter (Zerynthia rumina)

Die beiden vorgenannten Arten sind im Gesamterscheinungsbild meist kräftiger und bunter gefärbt. Da ihnen die Schwänzchen am Außenrand der Hinterflügel fehlen, sind sie eindeutig zu unterscheiden.
- Zerynthia cretica
- Zerynthia caucasica

Diese beiden Arten zeigen ein vergleichbares Zeichnungsmuster sowie eine ähnlich helle Grundfarbe, ihnen fehlen jedoch ebenfalls die Schwänzchen am Außenrand der Hinterflügel oder diese sind nur angedeutet. Da Zerynthia cretica außerdem endemisch auf Kreta vorkommt, wo Zerynthia cirsy fehlt, gibt es auch keine geographische Überlappung dieser Arten.
- Zerynthia deyrollei besitzt zwar ebenfalls ein Schwänzchen am Außenrand der Hinterflügel, unterscheidet sich jedoch durch die gelben Beine.

## Verbreitung und Lebensraum
Die Verbreitung des Balkan-Osterluzeifalters umfasst Teile Südosteuropas, Zypern, die Türkei, Israel, den Libanon sowie den Iran und den Irak. Die Art besiedelt bevorzugt heiße, trockene, offene Gras-, Wiesen- oder Gebüschlandschaften.

## Lebensweise
Hauptflugzeit der univoltinen Falter sind die Monate April bis Juni. Die Raupe ernährt sich von verschiedenen Pfeifenblumenarten (Aristolochia) und verpuppt sich im Spätsommer zu einer Gürtelpuppe, die dann auch überwintert.